# Cucullia splendida
Cucullia splendida är en fjärilsart som beskrevs av Stoll 1782. Cucullia splendida ingår i släktet Cucullia och familjen nattflyn. Inga underarter finns listade i Catalogue of Life.

## Bildgalleri

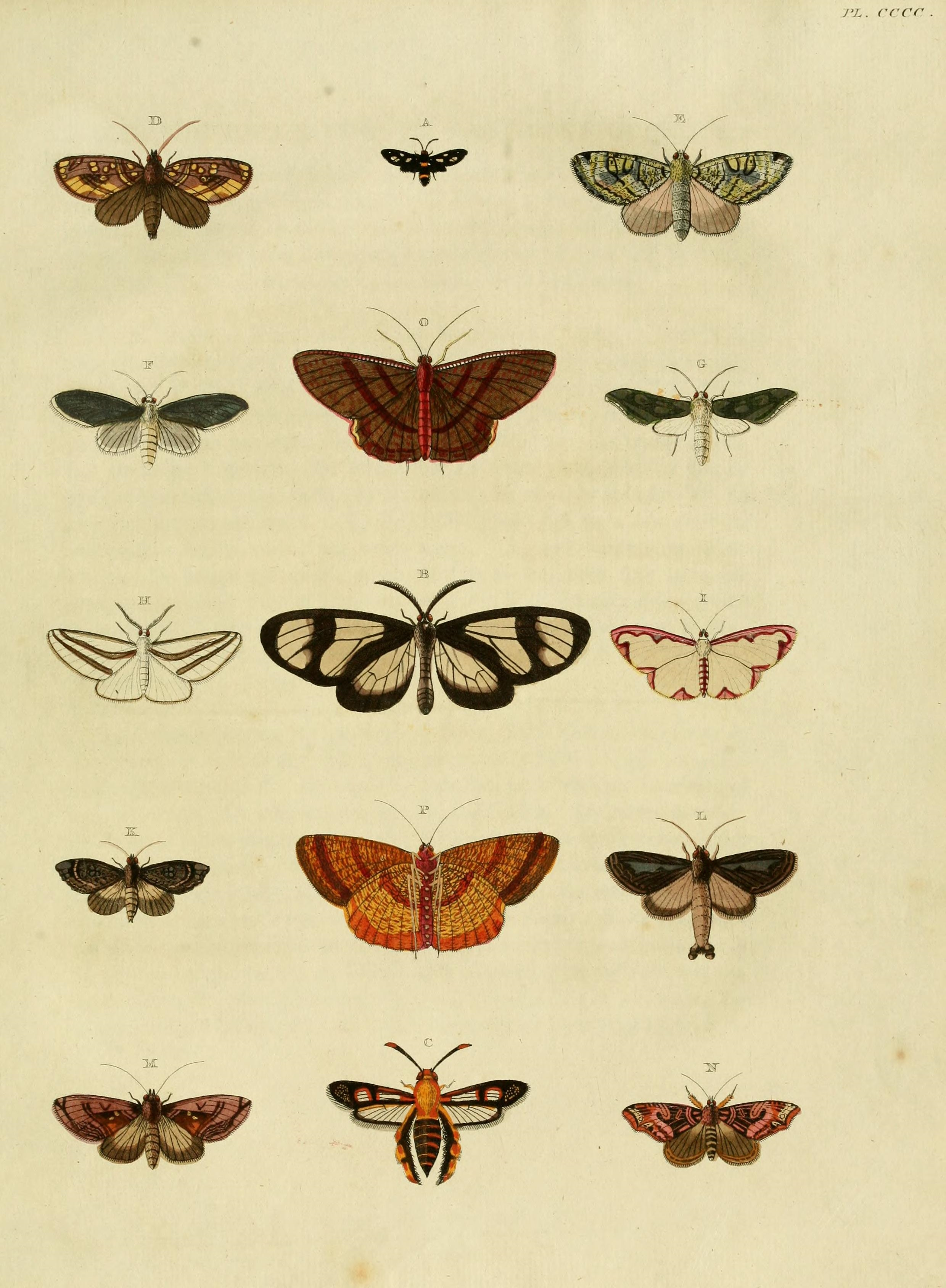